# Sweet and Twenty
Sweet and Twenty é um filme mudo norte-americano de 1909 em curta-metragem, do gênero romance, dirigido por D. W. Griffith. Cópia do filme encontra-se conservada no Museu de Arte Moderna dos Estados Unidos.